# Stephan Schröck
Stephan Markus Cabizares Schröck (Schweinfurt, Alemania Occidental, 21 de agosto de 1986) es un futbolista filipino. Juega como centrocampista en el One Taguig F. C. y en la selección de Filipinas.

## Selección nacional
Schrock nació de padre alemán y madre filipina, por lo que tiene la doble nacionalidad y lo hacía elegible para representar a Alemania o Filipinas a nivel internacional. En principio optó por la primera opción, jugando para el país europeo en categorías sub-18, sub-19 y sub-20.
Bajo los antiguos estatutos de la FIFA, Schröck podía cambiar su elegibilidad de Alemania a Filipinas hasta cumplir los 21 años, pero él no hizo uso de esa opción, ya que ni siquiera era convocado por la nación asiática durante aquel tiempo. A principios de octubre de 2008, la Federación Filipina de Fútbol quería que él jugara para Filipinas en el torneo clasificador de la Copa AFF Suzuki 2008. Sin embargo, esta acción fue imposible porque él ya había pasado los 21 años. A principios de junio de 2009, FIFA removió el límite de edad en los jugadores de doble nacionalidad que jugaron para uno de sus dos países y quieren cambiar su elegibilidad, haciéndolo otra vez electivo para alinearse a las Filipinas. En julio de 2010, Schröck anunció su intención de jugar para Filipinas en el torneo clasificador de la Copa AFF Suzuki 2010 en Laos, pero quedó fuera de la convocatoria en última instancia, ya que sus documentos no habían sido procesados a tiempo.
Fue recién en marzo de 2011, cuando fue a las Filipinas para finalizar sus documentos y estar listo para jugar la primera ronda clasificadora de la Copa Mundial de Fútbol de 2014. Hizo su debut internacional absoluto para Filipinas el 29 de junio de 2011 en el partido de ida de esa instancia contra Sri Lanka,  jugando los 90 minutos en el empate 1-1 y también recibiendo una tarjeta amarilla.

## Estadísticas

### Clubes
- Actualizado hasta el 1 de agosto de 2015.

| Greuther Fürth · Alemania                                                                                              | 2.ª           | 2004/05       | 12  | 1 | -  | - | - | - | 12  | 1 | 0.08 |
| Greuther Fürth · Alemania                                                                                              | 2.ª           | 2005/06       | 16  | 0 | 1  | 0 | - | - | 17  | 0 | 0.00 |
| Greuther Fürth · Alemania                                                                                              | 2.ª           | 2006/07       | 26  | 0 | 3  | 0 | - | - | 29  | 0 | 0.00 |
| Greuther Fürth · Alemania                                                                                              | 2.ª           | 2007/08       | 25  | 0 | 1  | 0 | - | - | 26  | 0 | 0.00 |
| Greuther Fürth · Alemania                                                                                              | 2.ª           | 2008/09       | 28  | 1 | 1  | 0 | - | - | 29  | 1 | 0.03 |
| Greuther Fürth · Alemania                                                                                              | 2.ª           | 2009/10       | 29  | 1 | 4  | 0 | - | - | 33  | 1 | 0.03 |
| Greuther Fürth · Alemania                                                                                              | 2.ª           | 2010/11       | 18  | 1 | 2  | 0 | - | - | 20  | 1 | 0.05 |
| Greuther Fürth · Alemania                                                                                              | 2.ª           | 2011/12       | 29  | 3 | 3  | 0 | - | - | 32  | 3 | 0.09 |
| Greuther Fürth · Alemania                                                                                              | 2.ª           | 2014/15       | 30  | 0 | 2  | 1 | - | - | 32  | 1 | 0.03 |
| Greuther Fürth · Alemania                                                                                              | Total club    | Total club    | 213 | 7 | 17 | 1 | 0 | 0 | 230 | 8 | 0.03 |
| TSG 1899 Hoffenheim · Alemania                                                                                         | 1.ª           | 2012/13       | 10  | 0 | -  | - | - | - | 10  | 0 | 0.00 |
| TSG 1899 Hoffenheim · Alemania                                                                                         | Total club    | Total club    | 10  | 0 | 0  | 0 | 0 | 0 | 10  | 0 | 0.00 |
| Eintracht Frankfurt · Alemania                                                                                         | 1.ª           | 2013/14       | 12  | 0 | 2  | 0 | 3 | 1 | 17  | 1 | 0.06 |
| Eintracht Frankfurt · Alemania                                                                                         | Total club    | Total club    | 12  | 0 | 2  | 0 | 3 | 1 | 17  | 1 | 0.06 |
| Total carrera | Total carrera | Total carrera | 235 | 7 | 19 | 1 | 3 | 1 | 257 | 9 | 0.04 |
| (1) Incluye datos de Copa de Alemania. (2) Incluye datos de Europa League. (3) No incluye goles en partidos amistosos. |               |               |     |   |    |   |   |   |     |   |      |